# Чад на Летњим олимпијским играма 2012.
Чад је учествовао са две такмичарке на Летњим олимпијским играма 2012. одржаним у Лондонуу (Уједињено Краљевство). То је било једанаесто учешће Чада на олимпијским играма. Чад је био једна од реких земаља која у свом саставу није имала мушке такмичаре. Младе чадске спортисткиње са непуних 18 и 20 година такмичиле су се у два спорта.
На свечаном отварању Игара заставу Чада је носила џудисткиња Carine Ngarlemdana .
Делегација Чада остала је у групи земаља које нису освајале олимпијске медаље.

## Учесници по спортовима
| Спорт     | Мушкарци | Жене | Укупно |
| --------- | -------- | ---- | ------ |
| Атлетика  | 0        | 1    | 1      |
| Џудо      | 0        | 1    | 1      |
| Укупно(2) | 0        | 2    | 2      |

## Резултати по спортовима

### Атлетика

#### Жене
| Атлетичарка Лични рекорд | Дисциплина | Четвртфинале | Четвртфинале | Полуфинале       | Полуфинале       | Финале           | Финале      | Детаљи |
| Атлетичарка Лични рекорд | Дисциплина | Резултат     | Пласман      | Резултат         | Пласман          | Резултат         | Пласман     | Детаљи |
| ------------------------ | ---------- | ------------ | ------------ | ---------------- | ---------------- | ---------------- | ----------- | ------ |
| Hinikissa Ndikert 24,71  | 200 м.     | 26,06        | 8. у групи 1 | Није се пласирао | Није се пласирао | Није се пласирао | 51/ 52 (54) |        |

## Џудо
Чад је имао једну такмичарку која се квалификовала за ЛОИ 2012.
Жене
| Такмичарка         | Дисциплина | Коло 32 такмичарки            | Коло 16 такмичарки | Четвртфинале       | Полуфинале         | Репасаж Четвртфинале | Репасаж Полуфинале | Финале             | Детаљи |
| Такмичарка         | Дисциплина | Противник Резултат            | Противник Резултат | Противник Резултат | Противник Резултат | Противник Резултат   | Противник Резултат | Противник Резултат | Детаљи |
| ------------------ | ---------- | ----------------------------- | ------------------ | ------------------ | ------------------ | -------------------- | ------------------ | ------------------ | ------ |
| Carine Ngarlemdana | до 70 кг   | Конвеј (GBR) · Пор. 0002:0010 | Није се пласирала  | Није се пласирала  | Није се пласирала  | Није се пласирала    | Није се пласирала  | Није се пласирала  |        |